# U-588 (tàu ngầm Đức)
U-588 là một tàu ngầm tấn công  Lớp Type VII thuộc phân lớp Type VIIC được Hải quân Đức Quốc Xã chế tạo trong Chiến tranh Thế giới thứ hai. Nhập biên chế năm 1941, nó đã thực hiện được bốn chuyến tuần tra, đánh chìm được bảy tàu buôn với tổng tải trọng 31.492 GRT, đồng thời gây hư hại cho hai tàu buôn khác với tổng tải trọng 13.131 GRT. Trong chuyến tuần tra cuối cùng, U-588 bị các tàu corvette HMCS Wetaskiwin và tàu khu trục HMCS Skeena của Hải quân Hoàng gia Canada thả mìn sâu đánh chìm trong Đại Tây Dương về phía Đông St. John's, Newfoundland và Labrador vào ngày 31 tháng 7, 1942.

## Thiết kế và chế tạo

### Thiết kế

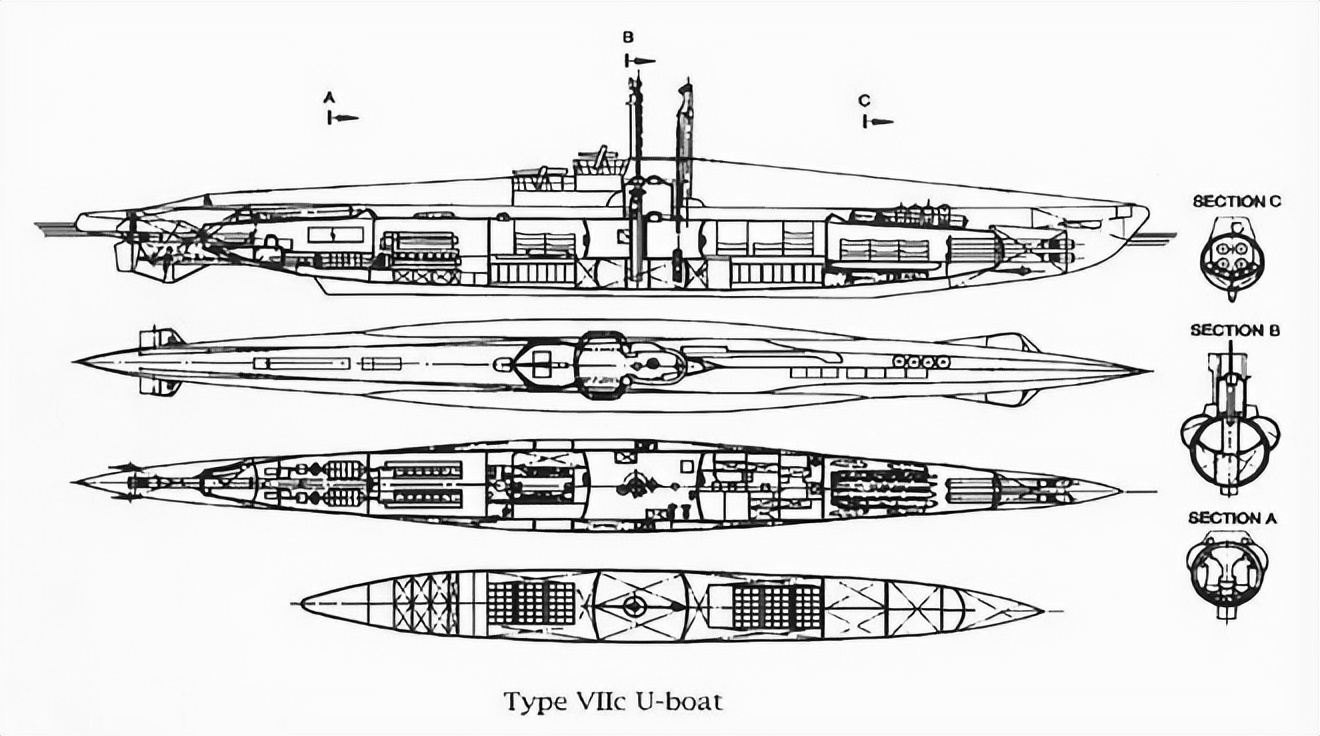
Sơ đồ các mặt cắt một tàu ngầm Type VIIC

Phân lớp VIIC của Tàu ngầm Type VII là một phiên bản VIIB được kéo dài thêm. Chúng có trọng lượng choán nước 769 t (757 tấn Anh) khi nổi và 871 t (857 tấn Anh) khi lặn). Con tàu có chiều dài chung 67,10 m (220 ft 2 in), lớp vỏ trong chịu áp lực dài 50,50 m (165 ft 8 in), mạn tàu rộng 6,20 m (20 ft 4 in), chiều cao 9,60 m (31 ft 6 in) và mớn nước 4,74 m (15 ft 7 in).
Chúng trang bị hai động cơ diesel Germaniawerft F46 siêu tăng áp 6-xy lanh 4 thì, tổng công suất 2.800–3.200 PS (2.100–2.400 kW; 2.800–3.200 bhp), dẫn động hai trục chân vịt đường kính 1,23 m (4,0 ft), cho phép đạt tốc độ tối đa 17,7 kn (32,8 km/h), và tầm hoạt động tối đa 8.500 nmi (15.700 km) khi đi tốc độ đường trường 10 kn (19 km/h). Khi đi ngầm dưới nước, chúng sử dụng hai động cơ/máy phát điện Garbe, Lahmeyer & Co. RP 137/c  tổng công suất 750 PS (550 kW; 740 shp). Tốc độ tối đa khi lặn là 7,6 kn (14,1 km/h), và tầm hoạt động 80 nmi (150 km) ở tốc độ 4 kn (7,4 km/h). Con tàu có khả năng lặn sâu đến 230 m (750 ft).
Vũ khí trang bị có năm ống phóng ngư lôi 53,3 cm (21 in), bao gồm bốn ống trước mũi và một ống phía đuôi, và mang theo tổng cộng 14 quả ngư lôi, hoặc tối đa 22 quả thủy lôi TMA, hoặc 33 quả TMB. Tàu ngầm Type VIIC bố trí một hải pháo 8,8 cm SK C/35 cùng một pháo phòng không 2 cm (0,79 in) trên boong tàu. Thủy thủ đoàn bao gồm 4 sĩ quan và 40-56 thủy thủ.

### Chế tạo
U-588 được đặt hàng vào ngày 16 tháng 1, 1940, và được đặt lườn tại xưởng tàu của hãng Blohm & Voss ở Hamburg vào ngày 31 tháng 10, 1940. Nó được hạ thủy vào ngày 23 tháng 7, 1941, và nhập biên chế cùng Hải quân Đức Quốc Xã vào ngày 18 tháng 9, 1941 dưới quyền chỉ huy của Hạm trưởng, Đại úy Hải quân Viktor Vogel.

## Lịch sử hoạt động
Sau khi hoàn tất việc huấn luyện trong thành phần Chi hạm đội U-boat 7, U-588 tiếp tục phục vụ cùng đơn vị này để hoạt động trên tuyến đầu cho đến khi bị mất.

### Chuyến tuần tra thứ nhất
U-588 khởi hành từ cảng Kiel, Đức vào ngày 8 tháng 1, 1942 cho chuyến tuần tra đầu tiên trong chiến tranh. Nó đã tiến ra Bắc Hải, rồi băng qua khe GI-UK giữa các quần đảo Shetland và Faroe để vòng qua quần đảo Anh và hoạt động tại vùng biển Bắc Đại Tây Dương về phía Tây Bắc Scotland. Ở vị trí khoảng 30 nmi (56 km) về phía Tây Bắc đảo Lewis, Ngoại Hebrides, nó phóng ngư lôi đánh chìm chiếc tàu buôn Anh Caledonian Monarch 5.851 GRT, vốn bị tách khỏi Đoàn tàu SC-63, vào ngày 22 tháng 1. Chiếc tàu ngầm kết thúc chuyến tuần tra khi đi đến cảng Lorient bên bờ Đại Tây Dương của Pháp đã bị Đức chiếm đóng vào ngày 30 tháng 1.

### Chuyến tuần tra thứ hai
Xuất phát từ cảng Lorient vào ngày 12 tháng 2 cho chuyến tuần tra thứ hai, U-588 đã băng qua suốt Đại Tây Dương để hoạt động dọc theo bờ biển Canada và Hoa Kỳ trong khuôn khổ Chiến dịch Paukenschlag (tiếng Anh: Chiến dịch Drumbeat). Vào ngày 1 tháng 3, nó phóng ngư lôi đánh chìm chiếc tàu buôn Anh Caperby 4.890 GRT, vốn bị phân tán khỏi Đoàn tàu ON-66, ở vị trí khoảng 520 nmi (960 km) về phía Đông Nam Halifax, Nova Scotia, Canada. Đến ngày 10 tháng 3, nó lại tấn công và đánh chìm chiếc tàu chở dầu Hoa Kỳ Gulftrade 6.776 GRT ở vị trí khoảng 3 nmi (5,6 km) ngoài khơi Barnegat, New Jersey. Chiếc U-boat kết thúc chuyến tuần tra và quay trở về cảng St. Nazaire, cùng bên bờ Đại Tây Dương của Pháp, vào ngày 27 tháng 3.

### Chuyến tuần tra thứ ba
U-588 rời cảng St. Nazaire vào ngày 19 tháng 4 cho chuyến tuần tra thứ ba, và tiếp tục tham gia Chiến dịch Paukenschlag khi hoạt động dọc theo bờ biển Canada và Đông Bắc Hoa Kỳ.  Vào ngày 9 tháng 5, nó phóng ngư lôi tấn công và gây hư hại cho chiếc tàu buôn Hoa Kỳ Greylock 7.460 GRT ở vị trí khoảng 10 nmi (19 km) ngoài khơi Halifax, Nova Scotia. Sang ngày hôm sau 10 tháng 5, nó lại tấn công và đánh chìm chiếc tàu buôn Anh Kitty's Brook 4.031 GRT ở vị trí khoảng 35 nmi (65 km) về phía Đông Nam đảo Cape Sable, Nova Scotia.
Đến ngày 17 tháng 5, tàu buôn Na Uy Skottland 2.117 GRT bị U-588 phóng ngư lôi đánh chìm ở vị trí khoảng 20 nmi (37 km) về phía Tây Nam đảo Cape Sable; và sang ngày hôm sau 18 tháng 5, đến lượt tàu buôn Anh Fort Binger 5.671 GRT bị hư hại ở vị trí khoảng 70 nmi (130 km) về phía Tây Nam đảo Cape Sable. Tàu buôn Hoa Kỳ Plow City 3.282 GRT bị U-588 phóng ngư lôi đánh chìm vào ngày 22 tháng 5 ở vị trí khoảng 200 nmi (370 km) ngoài khơi mũi May, New Jersey; và sang ngày hôm sau 23 tháng 5 đến phiên chiếc tàu buôn Anh Margot 4.545 GRT bị đánh chìm về phía Đông Nam Philadelphia.
Chiếc U-boat kết thúc chuyến tuần tra tại cảng St. Nazaire vào ngày 7 tháng 6.

### Chuyến tuần tra thứ tư – Bị mất
U-588 khởi hành từ cảng St. Nazaire vào ngày 19 tháng 7 cho chuyến tuần tra thứ tư, cũng là chuyến cuối cùng để tiếp tục hoạt động tại vùng biển giữa Bắc Đại Tây Dương. Ở vị trí về phía Đông St. John's, Newfoundland và Labrador, chiếc tàu ngầm bị các tàu corvette HMCS Wetaskiwin và tàu khu trục HMCS Skeena của Hải quân Hoàng gia Canada thả mìn sâu đánh chìm  vào ngày 31 tháng 7, 1942, tại tọa độ 49°59′B 36°36′T / 49,983°B 36,6°T. Toàn bộ 49 thành viên thủy thủ đoàn của chiếc U-boat đều tử trận.

### "Bầy sói" tham gia
U-588 từng tham gia hai bầy sói:
- Robbe (15 – 24 tháng 1, 1942)
- Pirat (29 – 31 tháng 7, 1942)

### Tóm tắt chiến công
U-588 đã đánh chìm được bảy tàu buôn với tổng tải trọng 31.492 GRT, đồng thời gây hư hại cho hai tàu buôn khác với tổng tải trọng 13.131 GRT:
| Ngày             | Tên tàu            | Quốc tịch      | Tải trọng | Số phận      |
| ---------------- | ------------------ | -------------- | --------- | ------------ |
| 22 tháng 1, 1942 | Caledonian Monarch | United Kingdom | 5.851     | Bị đánh chìm |
| 1 tháng 3, 1942  | Caperby            | United Kingdom | 4.890     | Bị đánh chìm |
| 10 tháng 3, 1942 | Gulftrade          | United States  | 6.776     | Bị đánh chìm |
| 9 tháng 5, 1942  | Greylock           | United States  | 7.460     | Bị hư hại    |
| 10 tháng 5, 1942 | Kitty's Brook      | United Kingdom | 4.031     | Bị đánh chìm |
| 17 tháng 5, 1942 | Skottland          | Norway         | 2.117     | Bị đánh chìm |
| 18 tháng 5, 1942 | Fort Binger        | United Kingdom | 5.671     | Bị hư hại    |
| 22 tháng 5, 1942 | Plow City          | United States  | 3.282     | Bị đánh chìm |
| 22 tháng 5, 1942 | Margot             | United Kingdom | 4.545     | Bị đánh chìm |